# Condoriquiña
Condoriquiña (possiblement de l'aimara kunturi còndor, ikiña per dormir, llit o manta) és una muntanya que es troba a la serralada de Vilcanota, una secció dels Andes del Perú, que s'eleva fins als 5.780 msnm. Es troba a la regió de Cusco, província de Canchis, districte de Pitumarca i a la província de Quispicanchi, districte de Marcapata. Es troba a l'est del llac Sibinacocha.